# 김윤심
김윤심(1923년 - )은 조선민주주의인민공화국의 군인 겸 정치인이다. 조선인민군 대장이다.

## 경력
1977년 5월 조선인민군 김윤심 동무소속 구분대장을 지냈으며, 1991년 7월 서해함대사령관에 임명되었다. 1996년 11월 인민군 중장 그리고 1997년 4월 인민군 상장으로 각각 진급했다. 1997년 6월 해군사령관에 임명되었다. 2002년 4월 인민군 대장으로 진급하였다. 2007년 12월 해군사령관직에서 물러났다.

## 최고인민회의 대의원
1998년 9월 최고인민회의 제10기 대의원으로 선출되었고, 2003년 9월 제11기 대의원으로 선출되었다.

## 수훈
2012년 2월 김정일훈장을 받았다.

## 기타
2010년 11월 조명록 사망 당시에 국가 장의위원회 위원을 맡았다.